# Sphaeroma globicauda
Sphaeroma globicauda är en kräftdjursart som beskrevs av James Dwight Dana 1853. Sphaeroma globicauda ingår i släktet Sphaeroma och familjen klotkräftor. Inga underarter finns listade i Catalogue of Life.